# Grijs
Grijs är ett namn för flera medeltida ätter från Danmark och Sverige. Den äldsta var en uradlig dansk-svensk frälsesläkt från Hellerup i Ljungby socken, Hallands län, vilken utdog redan 1639, när Halland fortfarande tillhörde Danmark. En annan släkt var en östgötsk adlig ätt Grijs, vilket utdog redan 1641. Den här ätten har inte någon koppling till halländska-västgötska ätten Grijs, som introducerades på svenska Riddarhuset 1633, vilket utslocknade senare under 1600-talet.

## Medeltida ätter Grijs
- Esger Grijs, sockenpräst i Lerum, upplåter till drottning Margareta allt vad han äger i Danmark. (1410)[1]
- Olof Grijs, slottsfogde på Örebro slott 1422[2][3]

Samma år, 1422, nämns han i ett dokument rörande Matts Körning och hans hustru Ragnhild, Mats Körnings barn var dött när det skars ur hans döda hustrus kropp:
- Klaus Grijs, borgare i Nyköping, nämnd 1445:[7][8]
- 1448: Lars Grijs, landsköpman, erkänner på lagmansting att han av Jon Sibbiörsson i Tavle (i Umeå socken) emottagit 10 mark som arv.[9]  Lars Grijs var troligen bror till fiskeborgarna Grijs i Stockholm.[10][11]

1478: Östen Grijs pantsätter en kvarn och en äng i Mogata sn i Hammarkinds hd till Drottens kyrka. Utfärdaren ber borgmästaren i Söderköping Störkar Karlsson och rådmannen där Peter Andersson att beseglar.
- 1479: Anna Arvidsdotter (Baad till Halland), änka efter danska riddaren Joachim Griis af Nordrup, tillskriver Åke Jönsson (Svarteskåning) bl.a. om vissa gods, som är hennes och andra som är Olof Stigssons (Krognos); föreslår att hon träffar herr Åke i Halmstad och där skiftar gods med honom m.m.[13]

1. 1501; Sonen Sten Griis nämns Anna Arvidsdotter befullmäktigar sin son Sten Griis att sälja hennes del i ”Hallqwie” gård Halkved i Funbo socken, Rasbo härad), som hon ärvt efter sin frände Erik Jönsson.[14]

- 1501: Danska väpnaren Stig Griis af Nordrup säljer till Erik Turesson (Bielke) i Benhamra den rätt som tillfallit hans mor fru Anna i Hallkved (i Funbo socken) efter hennes frände Erik Jönsson.[15]
- 1530: Arild Grijs; Gustaf Matsson säljer till Arild Grijs i Hellerup gårdarna Högared i Ljungby sn och Björnhult i Stafsinge sn i Faurås hd, som han fått i byte av fru Brita på Åkerö enligt brev.[16]

## Halländska-Västgötska ätten Grijs
1. Mårten Grijs, som ägde frälsejord i Faurås härad i Halland nämnd åren 1490–1496.[17]
  1. Arild Grijs, till Stensgård, Jonsjö och Struksjö i Halland. I vapnet förde en röd femuddig stjärna i silvrig fält. Se bild. Han var gift med Ingrid Bosdotter (Oxehufvud).[18]
    1. Torkel Grijs till Halla och Norra Vånga i Skånings härad i Västergötland. Levde 1594. Förseglade 1560, bland adeln, Konung Gustaf I:s testamente och 1561 ständernas bevillning. I vapnet förde en röd femuddig stjärna i guld fält. Se bild. Torkel Grijs var gift 1) med Britta Torstensdotter, dotter till Torsten Nilsson Krumme och hans hustru Ingrid Arvidsdotter, och 2) med Elseby Bröms
      1. Mårten Grijs till Staffanshagen (död före 1630), gift 1) med Margareta Hansdotter, dotter till Hans Torstensson (Forstenasläkten) och 2) med Carin Söfrinsdotter (Kijl).
        1. Torkel till Lunden i Gärdhems socken. Kapten. Gift med Margareta Soop, dotter till Hans Åkesson Soop och Elin Kagg.
          1. Brita, död 1672-07-02 och begraven i Fågelås kyrka Skaraborgs län. Gift 1640 med översten Olof Svensson, adlad Bröstfelt, född 1613, död 1686.
          2. En dotter. Gift med Nils Larsson.

        2. Carin, levde 1660. Gift före 1633 med majoren och vice landshövdingen Lake, född 1598, död 1656.

      2. Arvid Grijs till Påbo i Ullasjö socken. Gift med Carin Håkansdotter.
        1. Brita Arvidsdotter. Gift med ryttaren Jöns Andersson i Påbo.

      3. Maria. Gift med ryttmästaren Bengt Larsson Hierta, stamfader för ätten Hierta vilken en tid förde Grijsättens vapen med den femuddiga stjärnan.

## Östgötska ätten Grijs
1. Anders (Uddesson) Grijs till Sättra i Röks socken, Östergötlands län. Han var en av många lokala ofrälse tjänstemän som avancerades i karriären. Han begynte som skrivare i underordnad befattning på Vadstena slott nämnd där 1552–1555. Gårdsskrivare vid Hovs Gård i Göstrings härad nämnd där 1559–1561. Häradsfogde i Norra Vedbo och Vista härad i Småland 1569–1571. Häradshövding i Lysings härad i Östergötland och fogde på Vadstena slott 1578–1587. Adlades av kung Johan III 1585. Med det fick han i vapnet en från höger gående silvrig gris och tre gyllene äpplen i blått fält. Begravdes 1587 i Vadstena klosterkyrka. Gift 1562 med Gunilla Pedersdotter, dotter till Peder Christiansson (Halvhjort av Flishult) och Brita Pedersdotter (Silfversparre).[19]
  1. Udde Grijs (död 1641), ägde Sättra Säteri 1598–1610, ägde Karleby Säteri från 1618. Gift med änkan Cecilia Bengtsdotter Duse (död 1640), dotter till frälsemannen Bengt Persson Duse.
  2. Margareta Grijs, levde 1648. Gift 1609 med änklingen och frälsemannen Bengt Persson Duse.
  3. Claes Grijs, levde 1601.
  4. Kerstin Grijs (1647) till Skravestad. Gift före 1633 med änklingen Johan Christersson Ulf af Horsnäs (död 1642).